# Adrienne d'Aulnis de Bourouill

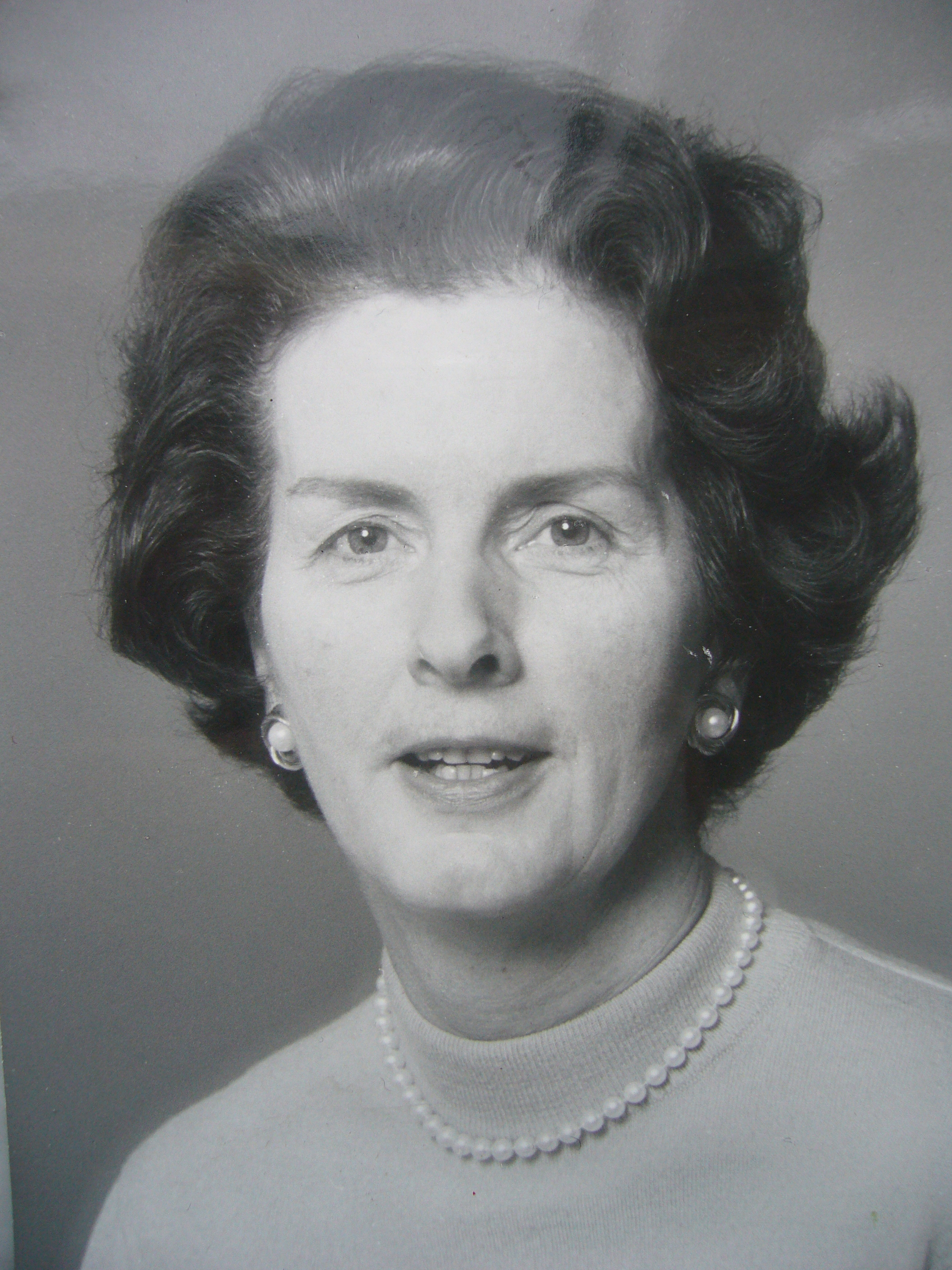
Adrienne van Till-d'Aulnis de Bourouill (1970)

Hester Adrienne Henriëtte barones d'Aulnis de Bourouill (Den Haag, 3 september 1920 – aldaar, 29 december 1996) was een Nederlands juriste die zich met name met medisch-ethische vraagstukken bezighield.

## Biografie
D'Aulnis was een lid van het geslacht D'Aulnis de Bourouill en een dochter van ir. George baron d'Aulnis de Bourouill (1888-1927) en van Arnolda Johanna Paulina Herten (1885-1949). Ze trouwde in 1943 met Jacobus Catharinus Comelis baron van Till (1900-1977), lid van de familie Van Till, met wie ze drie kinderen kreeg.
Ze studeerde rechten aan de Rijksuniversiteit Leiden. Toen de universiteit door de Duitse bezetter gesloten werd, maakte ze haar studie in Amsterdam af. Op 18 december 1970 promoveerde D'Aulnis aan de Leidse universiteit op het onderwerp Medisch-juridische aspecten van het einde van het menselijk leven.
H.A.H. van Till-d'Aulnis de Bourouill, de naam waaronder zij publiceerde, is vooral als gezondheidsjuriste bekend geworden in het medisch-ethische discours over abortus en euthanasie. Ze was adviseur van het hoofdbestuur van het Nederlandse Rode Kruis. In 1972 was zij medeoprichter van de Nederlandse Stichting Vrijwillige Euthanasie (NVVE) (voorloper van de Nederlandse Vereniging voor een Vrijwillig Levenseinde) en was daar secretaris van tot 1985, toen de stichting werd opgeheven. In het euthanasiedebat werd met name haar definiëring van verschillende begrippen (en stadia) overgenomen, zoals die nog eens zijn samengevat in haar publicatie uit 1984. Voor haar bijdragen werd ze benoemd tot Officier in de Orde van Oranje-Nassau.
Adrienne van Till-d'Aulnis de Bourouill overleed in 1996 op 76-jarige leeftijd aan een hartkwaal.